# Pilea filicina
Pilea filicina är en nässelväxtart som beskrevs av Ellsworth Paine Killip. Pilea filicina ingår i släktet pileor, och familjen nässelväxter. Inga underarter finns listade i Catalogue of Life.